# Minirhaphidophora kerinci
Minirhaphidophora kerinci is een rechtvleugelig insect uit de familie grottensprinkhanen (Rhaphidophoridae). De wetenschappelijke naam van deze soort is voor het eerst geldig gepubliceerd in 2002 door Gorochov.